# Ribas de Miño (Paradela)
Ribas de Miño (llamada oficialmente San Facundo de Ribas de Miño) es una parroquia española del municipio de Paradela, en la provincia de Lugo, Galicia.

## Organización territorial
La parroquia está formada por cuatro entidades de población:

### Entidades de población
Entidades de población que forman parte de la parroquia:
- Lombao (O Lombao)
- Santa Marta
- Adega (A Adega)

### Despoblados
Despoblados que forman parte de la parroquia:
- Abeledo

## Demografía
| Gráfica de evolución demográfica de Ribas de Miño entre 2000 y 2020 |
|                                                                     |
| Datos según el nomenclátor publicado por el INE.                    |